# Ipomoea cambodiensis
Ipomoea cambodiensis är en vindeväxtart som beskrevs av François Gagnepain och Courchet. Ipomoea cambodiensis ingår i släktet praktvindor, och familjen vindeväxter. Inga underarter finns listade i Catalogue of Life.